# Piromidinsav
A piromidinsav (INN: piromidic acid) kinolon-típusú antibiotikum húgyúti és gyomor/bélfertőzések ellen.

## Készítmények[1][2]
- Bactramyl (Carrion)
- Enterol (Lenza)
- Enteromix (Bioprogress)
- Gastrurol (Gibipharma)
- Panacid (Dainippon)
- Pirodal (SIT)
- Purim (Laphal)
- Reelon (Sanwa)
- Septural (Grñenthal)
- Uropir (Salus, Sarm)

## Fordítás
Ez a szócikk részben vagy egészben  a   Piromidic acid című angol Wikipédia-szócikk fordításán alapul.  Az eredeti cikk szerkesztőit annak laptörténete sorolja fel. Ez a jelzés csupán a megfogalmazás eredetét és a szerzői jogokat jelzi, nem szolgál a cikkben szereplő információk forrásmegjelöléseként.